# 宇宙巡航艦II 高弗的野望
《宇宙巡航艦II 高弗的野望》，歐美名稱《火神奇航》（Vulcan Venture）是由日本遊戲公司科樂美所開發與發行之橫向捲軸射擊遊戲《宇宙巡航艦系列》作品，於1988年3月24日在日本上市。

## 劇情
街機版
兩年前，Gradius星突然遭受了Bacterion軍團的攻擊。面臨敵人強大的攻擊，使得Gradius軍陷入了苦戰，因此決定使用最後的手段，派遣超時空戰鬥機Vic Viper前往攻擊Bacterion軍團，並成功毀滅了Zelos要塞。兩年後的現在，Bacterion軍團派出了特殊部隊GOFER前往攻擊Gradius星，因此Gradius軍立刻派出了Vic Viper進行反擊。
FC版
當Metalion星系四大行星「Gradius」、「Larz」、「Shin」、「Latis」開始進行10000年一次的行星直線排列的時候，四顆行星的中心處出現了黑暗的氣體雲，並使周圍的太空牧場開始燃燒。接著突如出現了神秘部隊「GOFER」，並對Gradius星展開了攻擊。為了阻止GOFER的攻擊，超時空戰鬥機「Vic Viper」再度出擊。

## 遊戲系統
本遊戲除了延續《宇宙巡航艦》的基本系統及操作之外，追加了幾項新要素與變更。
能量膠囊
藍色能量膠囊除了可以消滅低耐久度敵人，並可讓畫面上的敵方子彈全部消失。
能量表
每取得一次紅色膠囊即可提升一格能量表，每一格能量表各自表示一種裝備供玩家選擇。在FC版中,1P操縱的戰機為Vic Viper(機身為藍色,Option為紅色),2P操縱的戰機為Lord British(機身為紅色,Option為藍色)
| Type   | Image color | Speedup  | Missile        | Double   | Laser        | Option | ? |
| Type 1 | 綠          | Speed up | Missile        | Double   | Laser        | Option | ? |
| Type 2 | 橙          | Speed up | Spread Bomb    | Tail Gun | Laser        | Option | ? |
| Type 3 | 藍          | Speed up | Photon Torpedo | Double   | Ripple Laser | Option | ? |
| Type 4 | 橙          | Speed up | 2-Way Missile  | Tail Gun | Ripple Laser | Option | ? |

註：粗體字表示既有裝備。
速度提升 (Speed Up)
機體飛行速度可以提升五次。
飛彈
- 飛彈 (Missile)

向前下方發射對地飛彈，落到地面後會延著地面前進直到擊中敵人為止。
- 廣域破壞炸彈 (Spread Bomb)

向前方投擲的無誘導炸藥，可以摧毀一定範圍內的敵人。
- 光子魚雷 (Photon Torpedo)

投下之後會沿著直線前進，並可貫穿敵人。
- 雙向飛彈 (2-Way Missile)

向前上方與前下方拋射飛彈。
雙向機槍
- 雙向機槍 (Double)

原本的兩發前向子彈轉移一發往前上方發射。無法與雷射並用。
- 後方機槍 (Tailgun)

原本的兩發前向子彈轉移一發往後方發射。無法與雷射並用。
雷射
- 雷射 (Laser)

具有貫穿能力的雷射。無法與雙向機槍並用。
- 波紋雷射 (Ripple Laser)

上下幅度會隨著發射距離而增加的雷射武器，威力與一般子彈相同。無法與雙向機槍並用。
子機 (Option)
子機會跟在自機後方並進行一樣的攻擊，最多可以攜帶四枚。FC版在取得四枚子機之後，會出現第五段具有時間限制的強化，讓四枚子機環繞於自機周圍。
```
  歐美版本 "火神奇航" 在取得子機時，系統音效會說「Multiple」而非「Option」。
```

？
在遊戲開始之前，可供玩家選擇防護罩。FC版無法選擇防護罩，防護罩皆為力場 (Force Field)。
- 盾牌 (Shield)

於機首追加兩枚用來防禦來自前方的攻擊，可以抵擋16次攻擊。FC版無此裝備。
- 力場 (Force Field)

機體周圍會出現防護用的力場，用來防禦來自各方位的攻擊，可以抵擋3次攻擊。FC版可以抵擋5次攻擊。

## 關卡介紹

### 一般版
| 關卡順序 | 關卡名稱                 | 頭目 | 配樂                                                       |
| 1        | 人工太陽                 | 不死鳥（Phoenix）                                                                                                   | Burning Heat                                               |
| 2        | 異型區域                 | 巨眼 (Big Eye) | Synthetic Life                                             |
| 3        | 水晶區域                 | 水晶核心戰艦 (Crystal Core)                                                                                         | Crystal World                                              |
| 4        | 火山區域                 | 迪斯二式 (Des Mk-II)                                                                                                | A Way Out of the Difficulty                                |
| 5        | 摩艾                     | 巨大摩艾 (Big Moai)                                                                                                 | The Old Stone Age 1 The Old Stone Age 2                    |
| 6        | 沙漠遺跡 (PCE版限定關卡) | 沙漠核心戰艦 (Desert Core)                                                                                          | Deprived Sanctity                                          |
| 7        | 高速關卡                 | 核心戰艦二式 (Big Core Mk-II)                                                                                       | Maximum Speed                                              |
| 8        | 連續頭目戰鬥             | 核心戰艦 (Big Core) 格雷姆 (Golem) 巡洋艦鐵特朗 (Tetran) 卡烏 (Gau) 侵入者 (Intruder) 覆蓋式核心戰艦 (Covered Core) | Aircraft Carrier Poison of Snake (Hard Battle) Fire Dragon |
| 9        | 母艦                     | 中間要塞 六腳巨蟹 (Crab) 高弗 (GOFER)                                                                               | Into Hostile Ship Shoot and Shoot The Final Enemy          |

- 頭目戰配樂為「Take Care!」。

### Famicom版
| 關卡順序 | 關卡名稱     | 頭目 | 配樂                                           |
| 1        | 人工太陽     | 火鳥（Phoenix）                                                                                           | Burning Heat                                   |
| 2        | 吉加         | 大眼 (Big Eye) / 吉加 (Giga)                                                                              | Fortress                                       |
| 3        | 火山&結晶    | 結晶核心 (Crystal Core)                                                                                   | Heavy Blow / Dead End                          |
| 4        | 摩艾石像     | 巨大摩艾 (Big Moai)                                                                                       | The Old Stone Age                              |
| 5        | 連續頭目戰鬥 | 核心戰艦 (Big Core) 格雷姆 (Golem) 鐵特朗 (Tetran) 傑洛斯原力 (Zeros Force) 覆蓋式核心戰艦 (Covered Core) | Aircraft Carrier Poison of Snake (Hard Battle) |
| 6        | 要塞         | 戴墨斯 (Demos) 巨蟹 (Crab)                                                                                | Over Heat The Final Enemy                      |
| 7        | 細胞         | 高弗 (GOFER)                                                                                              | Something Ghostly                              |

- 一般頭目戰配樂為「The Final Enemy」，最終關卡頭目戰配樂為「Take Care!」。

## 秘技
- 增加殘機數：在標題畫面出現時，依順序按上、上、下、下、左、右、左、右、B、A鍵，然後按START鍵，可令殘機數變成30架。
- 音樂測試：在標題畫面出現時，同時按A、B鍵，再按START鍵就可出現音樂測試畫面。

## 移植版本
本遊戲具有以下幾種移植版本：
- FC

- i-revo FC移植版
- Wii虛擬平臺FC移植版

- X68000
- PC Engine

- Wii虛擬平臺PCE移植版

- 手機Java程式版

- W-ZERO3

- PlayStation - 宇宙巡航艦DX包 (GRADIUS Deluxe Pack)
- Sega Saturn - 宇宙巡航艦DX包 (GRADIUS Deluxe Pack)
- PlayStation Portable - GRADIUS Portable

## 動畫版
沙羅曼蛇ADVANCED SAGA －高弗的野望－
詳細請參見沙羅曼蛇：高弗的野望。

## 得獎情報
- 1988年度Gamest大賞（日语：ゲーメスト大賞）

## 註記
- 街機版及一般移植版的頭目配樂為「Take Care!」，最終關後半部分（與高弗戰鬥之前）的配樂則是「The Final Enemy」，而FC版的頭目配樂為「The Final Enemy」，「Take Care!」則是與最終頭目高弗戰鬥的配樂。
- PCE版的第六關類似宇宙巡航艦2的第三關，都是在遺跡的內部進行戰鬥。

## 外部連結
- GRADIUS Portable官方網站（页面存档备份，存于） (日文)
- GRADIUS II -GOFER's Ambition- 手機版官方網站 (日文)
- GRADIUS II i-revo版官方網站[] (日文)
- Wii虛擬平臺 GRADIUS II（页面存档备份，存于） (日文)
- Wii虛擬平臺 GRADIUS II -GOFER's Ambition- PCE版 (日文)